# A' Katīgoria 2014-2015
La A' Katīgoria 2014-2015 (in greco Πρωτάθλημα Α' Κατηγορίας) è stata la 76ª edizione del massimo campionato di calcio cipriota. L'APOEL ha vinto il titolo per la ventiquattresima volta nella sua storia.

## Novità
Aghia Napa e Othellos Athienou sono stati promossi al posto di Alki Larnaca, Paralimni, Kouklion e Aris Limassol. Torna a essere una soltanto la squadra a qualificarsi in Champions League: la prima classificata partirà dal secondo turno preliminare. Restano tre le squadre a qualificarsi in Europa League: la vincitrice della Coppa di Cipro partirà dal secondo turno preliminare, la seconda e la terza classificata del campionato partiranno dal primo turno preliminare.

## Formula
Le 12 squadre si affrontano in un girone di andata e ritorno, per un totale di 22 giornate. Le 12 squadre sono suddivise in due raggruppamenti da 6 squadre ciascuno mantenendo il punteggio della prima fase. I gironi si giocano con partite di andata e ritorno, per un totale di 10 giornate. Il primo raggruppamento, con le prime sei classificate della prima fase, stabilisce la vincitrice del titolo e le qualificazioni alle coppe europee; il secondo raggruppamento, con le squadre piazzate dal settimo al dodicesimo posto, stabilisce le due retrocesse in Seconda Divisione.

## Squadre partecipanti
| Club               | Città      | Stadio                             | Stagione precedente     |
| ------------------ | ---------- | ---------------------------------- | ----------------------- |
| AEK Larnaca        | Larnaca    | Stadio Neo GSZ                     | 8º posto                |
| AEL Limassol       | Limassol   | Stadio Tsirion                     | 2º posto                |
| Anorthōsis         | Famagosta  | Stadio Antōnīs Papadopoulos        | 6º posto                |
| APOEL              | Nicosia    | Stadio GSP                         | Campione di Cipro       |
| Apollōn Limassol   | Limassol   | Stadio Tsirion                     | 3º posto                |
| Agia Napa          | Nicosia    | Stadio GSP                         | 1° in Seconda Divisione |
| Doxa Katōkopias    | Katokopia  | Peristerona Stadium                | 10º posto               |
| Ermīs Aradippou    | Aradhippou | Aradippou Stadium                  | 4º posto                |
| Ethnikos Achnas    | Achna      | Dasaki Stadium                     | 9º posto                |
| Nea Salamis        | Larnaca    | Ammochostos Stadium                | 7º posto                |
| Omonia             | Nicosia    | Stadio GSP                         | 5º posto                |
| Othellos Athīainou | Athīenou   | Stadio Othellos Athienou, Athienou | 2° in Seconda Divisione |

## Prima Fase

### Classifica
|  | Pos. | Squadra            | Pt | G  | V  | N | P  | GF | GS | DR  |
|  | ---- | ------------------ | -- | -- | -- | - | -- | -- | -- | --- |
|  | 1.   | Apollōn Limassol   | 48 | 22 | 15 | 3 | 4  | 49 | 26 | +23 |
|  | 2.   | APOEL              | 46 | 22 | 13 | 7 | 2  | 34 | 13 | +21 |
|  | 3.   | Omonia             | 39 | 22 | 12 | 3 | 7  | 32 | 22 | +10 |
|  | 4.   | AEK Larnaca        | 39 | 22 | 11 | 6 | 5  | 41 | 23 | +18 |
|  | 5.   | Anorthōsis         | 38 | 22 | 12 | 2 | 8  | 32 | 22 | +10 |
|  | 6.   | Ermīs Aradippou    | 35 | 22 | 10 | 5 | 7  | 29 | 28 | +1  |
|  | 7.   | AEL Limassol       | 30 | 22 | 7  | 9 | 6  | 33 | 26 | +7  |
|  | 8.   | Ethnikos Achnas    | 22 | 22 | 5  | 7 | 10 | 18 | 37 | -19 |
|  | 9.   | Nea Salamis        | 19 | 22 | 4  | 7 | 11 | 16 | 29 | -13 |
|  | 10.  | Agia Napa          | 16 | 22 | 3  | 7 | 12 | 21 | 42 | -21 |
|  | 11.  | Othellos Athīainou | 16 | 22 | 3  | 7 | 12 | 13 | 26 | -13 |
|  | 12.  | Doxa Katōkopias    | 14 | 22 | 3  | 5 | 14 | 14 | 38 | -24 |

Legenda:

      Ammesse al Gruppo 1

      Ammesse al Gruppo 2

### Risultati
|                   | AEK L | AEL  | Ano  | APO  | ApL  | Ayi  | Dox  | ErA  | EtA  | NeS  | Omo  | Oth     |
| ----------------- | ----- | ---- | ---- | ---- | ---- | ---- | ---- | ---- | ---- | ---- | ---- | ------- |
| AEK Larnaca       | ––––  | 1-1  | 1-0  | 0-2  | 3-1  | 2-0  | 1-0  | 0-0  | 5-0  | 2-0  | 1-3  | 2-2     |
| AEL Limassol      | 1-0   | –––– | 4-1  | 2-1  | 1-2  | 3-0  | 0-0  | 2-3  | 2-2  | 1-1  | 0-1  | 1-0     |
| Anorthosis        | 2-1   | 2-1  | –––– | 0-1  | 0-1  | 4-1  | 1-0  | 2-0  | 0-0  | 1-0  | 2-1  | 1-0     |
| APOEL             | 4-4   | 0-0  | 2-0  | –––– | 0-0  | 1-1  | 0-0  | 1-0  | 4-0  | 1-0  | 1-0  | 1-1     |
| Apollon Limassol  | 2-5   | 3-3  | 2-0  | 0-0  | –––– | 1-0  | 2-0  | 3-2  | 3-0  | 5-0  | 3-0  | 4-0     |
| Ayia Napa         | 1-2   | 1-1  | 1-5  | 1-3  | 2-5  | –––– | 2-2  | 2-1  | 0-0  | 1-1  | 1-0  | 1-0     |
| Doxa Katokopias   | 1-4   | 0-4  | 0-4  | 0-2  | 1-3  | 1-0  | –––– | 0-2  | 3-1  | 1-1  | 0-1  | 0-0     |
| Ermis Aradippou   | 0-4   | 2-2  | 1-0  | 2-1  | 1-3  | 2-2  | 2-1  | –––– | 2-1  | 3-1  | 1-1  | 1-0     |
| Ethnikos Achnas   | 2-1   | 4-2  | 0-0  | 0-4  | 0-2  | 2-1  | 1-2  | 0-0  | –––– | 1-1  | 1-0  | 0-0     |
| Nea Salamis       | 0-0   | 0-2  | 2-3  | 0-1  | 4-0  | 0-0  | 1-0  | 0-1  | 2-1  | –––– | 1-1  | 0-1     |
| Omonia            | 0-1   | 2-0  | 3-2  | 1-1  | 1-2  | 1-2  | 4-2  | 2-1  | 2-0  | 3-0  | –––– | 1-0     |
| Othellos Athienou | 1-1   | 0-0  | 0-2  | 1-2  | 2-2  | 2-1  | 2-0  | 0-2  | 1-2  | 0-1  | 0-1  | ––––\|- |

## Poule scudetto
Le squadre mantengono i punti conquistati nella prima fase.

### Classifica
|                  | Pos. | Squadra          | Pt | G  | V  | N  | P  | GF | GS | DR  |
| ---------------- | ---- | ---------------- | -- | -- | -- | -- | -- | -- | -- | --- |
| Cipro (bandiera) | 1.   | APOEL            | 62 | 32 | 17 | 11 | 4  | 52 | 26 | +26 |
|                  | 2.   | AEK Larnaca      | 59 | 32 | 17 | 8  | 7  | 56 | 31 | +25 |
|                  | 3.   | Apollōn Limassol | 59 | 32 | 18 | 5  | 9  | 59 | 41 | +18 |
| [ 1 ]            | 4.   | Omonia           | 56 | 32 | 17 | 5  | 10 | 52 | 34 | +18 |
|                  | 5.   | Anorthōsis       | 52 | 32 | 16 | 4  | 12 | 50 | 37 | +13 |
|                  | 6.   | Ermīs Aradippou  | 40 | 32 | 11 | 7  | 14 | 38 | 55 | -17 |

Legenda:

      Campione di Cipro e ammessa alla UEFA Champions League 2015-2016

      Ammesse alla UEFA Europa League 2015-2016

Note:

Tre punti a vittoria, uno a pareggio, zero a sconfitta.

### Risultati
|                  | AEK  | Ano  | APOEL | ApL  | ErA  | Omo  |
| ---------------- | ---- | ---- | ----- | ---- | ---- | ---- |
| AEK Larnaca      | –––– | 2-0  | 1-0   | 2-0  | 2-1  | 2-1  |
| Anorthōsī        | 3-0  | –––– | 3-3   | 3-1  | 3-1  | 1-3  |
| APOEL Nicosia    | 1-1  | 1-0  | ––––  | 2-2  | 3-0  | 3-2  |
| Apollōn Limassol | 1-0  | 1-3  | 1-0   | –––– | 2-2  | 2-1  |
| Ermis Aradippou  | 0-4  | 1-1  | 2-4   | 1-0  | –––– | 0-1  |
| Omonia           | 1-1  | 2-1  | 1-1   | 1-0  | 7-1  | –––– |

## Poule retrocessione

### Classifica
|  | Pos. | Squadra            | Pt | G  | V  | N  | P  | GF | GS | DR  |
|  | ---- | ------------------ | -- | -- | -- | -- | -- | -- | -- | --- |
|  | 1.   | Ethnikos Achnas    | 41 | 32 | 11 | 8  | 13 | 36 | 49 | -13 |
|  | 2.   | AEL Limassol       | 39 | 32 | 9  | 12 | 11 | 42 | 42 | 0   |
|  | 3.   | Nea Salamis        | 36 | 32 | 9  | 9  | 14 | 31 | 37 | -6  |
|  | 4.   | Agia Napa          | 30 | 32 | 6  | 12 | 14 | 32 | 54 | -22 |
|  | 5.   | Doxa Katōkopias    | 28 | 32 | 7  | 7  | 18 | 29 | 55 | -26 |
|  | 6.   | Othellos Athīainou | 25 | 32 | 5  | 10 | 17 | 26 | 42 | -16 |

Legenda:

      Retrocesse in Seconda Divisione 2015-2016

Note:

Tre punti a vittoria, uno a pareggio, zero a sconfitta.

### Risultati
|                   | AEL  | Ayi  | Dox  | EtA  | NeS  | Oth  |
| ----------------- | ---- | ---- | ---- | ---- | ---- | ---- |
| AEL Limassol      | –––– | 2-2  | 0-4  | 1-2  | 2-0  | 0-1  |
| Ayia Napa         | 1-0  | –––– | 0-0  | 1-0  | 0-0  | 2-2  |
| Doxa Katokopias   | 1-2  | 0-1  | –––– | 1-5  | 3-0  | 3-3  |
| Ethnikos Achnas   | 1-1  | 3-2  | 0-2  | –––– | 2-1  | 3-1  |
| Nea Salamis       | 1-1  | 3-0  | 6-0  | 1-0  | –––– | 1-0  |
| Othellos Athienou | 3-0  | 2-2  | 0-1  | 1-2  | 0-2  | –––– |

## Verdetti
- Campione:  APOEL
- In UEFA Champions League 2015-2016:  APOEL
- In UEFA Europa League 2015-2016:  AEK Larnaca,  Apollōn Limassol,  Omonia
- Retrocesse in Seconda Divisione:  Othellos Athīainou e  Doxa Katōkopias

## Statistiche

### Individuali

#### Classifica marcatori
| Gol |  |  | Giocatore          | Squadra            |
| --- |  |  | ------------------ | ------------------ |
| 17  |  |  | Mickaël Poté       | Omonia             |
| 15  |  |  | Ifeanyi Onyilo     | Ermīs Aradippou    |
| 14  |  |  | Rafik Djebbour     | APOEL              |
| 14  |  |  | Fōtīs Papoulīs     | Apollōn Limassol   |
| 13  |  |  | Antreas Makrīs     | Anorthōsis         |
| 11  |  |  | Valdo              | Ethnikos Achnas    |
| 10  |  |  | Ricardo Lobo       | Doxa Katōkopias    |
| 10  |  |  | Abraham Guié Gneki | Apollōn Limassol   |
| 10  |  |  | Nestoras Mytidīs   | AEK Larnaca        |
| 10  |  |  | Thiago             | Othellos Athīainou |
| 9   |  |  | Gastón Sangoy      | Apollōn Limassol   |
| 9   |  |  | Esmaël Gonçalves   | Anorthōsis         |